# 내단천
내단천(奈丹川)은 경상북도 포항시 북구 신광면 냉수리 도음산에서 발원하여 남류하다가 포항시 북구 기계면 성계리의 기계천으로 흘러드는 강이다.